# Chamaelycus
Chamaelycus — рід змій родини Lamprophiidae. Представники цього роду мешкають в Західній і Центральній Африці.

## Види
Рід Chamaelycus нараховує 3 види:
- Chamaelycus christyi Boulenger, 1919
- Chamaelycus fasciatus (Günther, 1858)
- Chamaelycus parkeri (Angel, 1934)

## Етимологія
Наукова назва роду Chamaelycus походить від сполучення слів дав.-гр. χαμαι — на землі і λυκος — вовк.